# 730
Раннє Середньовіччя. Триває чума Юстиніана. У Східній Римській імперії продовжується правління Лева III. Більшу частину території Італії займає Лангобардське королівство, деякі області належать Візантії. У Франкському королівстві формально править династія Меровінгів при фактичній владі в руках Карла Мартела. В Англії триває період гептархії. Авари та слов'яни утвердилися на Балканах. Центр Аварського каганату лежить у Паннонії. Існують слов'янські держави: Карантанія та Перше Болгарське царство.
Омеядський халіфат займає Аравійський півострів, Сирію, Палестину, Персію, Єгипет, Північну Африку та Піренейський півострів. У Китаї править династія Тан. Індія роздроблена. В Японії почався період Нара.  Хазарський каганат підпорядкував собі кочові народи на великій степовій території між Азовським морем та Аралом. Відновився Тюркський каганат. 
На території лісостепової України в VIII столітті виділяють пеньківську й корчацьку археологічні культури. У VIII столітті продовжилося швидке розселення слов'ян. У Північному Причорномор'ї співіснують різні кочові племена, зокрема булгари, хозари, алани, авари, тюрки, кримські готи.

## Події
- Візантійський василевс Лев III Ісавр продовжує свою кампанію іконоборства. Патріарх Герман змушений покинути катедру, Іоанн Дамаскін — мовчати.
- Хозари побили арабів поблизу Ардебіля.
- Прагнучи встановити союз із хозарами, Лев III Ісавр попросив руки доньки кагана для свого сина Костянтина.
- Араби напали на Сицилію.
- Мажордом Франкського королівства Карл Мартел розбив останнього незалежного герцога алеманів.